# 65ª edizione dei Directors Guild of America Award
La 65ª edizione dei Directors Guild of America Award, presentata da Kelsey Grammer, si è tenuta il 2 febbraio 2013 all'Hollywood and Highland Center di Los Angeles. Le nomination per il cinema sono state annunciate l'8 gennaio, quelle per la televisione e la pubblicità sono state annunciate il 9 gennaio, mentre quelle per i documentari il 14 gennaio 2013.

## Cinema

### Film
- Ben Affleck – Argo
- Kathryn Bigelow – Zero Dark Thirty
- Tom Hooper – Les Misérables
- Ang Lee – Vita di Pi (Life of Pi)
- Steven Spielberg – Lincoln

### Documentari
- Malik Bendjelloul – Searching for Sugar Man
- Kirby Dick – The Invisible War
- David France – AIDS - Cronaca di una rivoluzione (How to Survive a Plague)
- Lauren Greenfield – The Queen of Versailles
- Alison Klayman – Ai Weiwei: Never Sorry

## Televisione

### Serie drammatiche
- Rian Johnson – Breaking Bad per l'episodio Un ambiente migliore (Fifty-One)
- Michael Cuesta – Homeland - Caccia alla spia (Homeland) per l'episodio La scelta (The Choice)
- Jennifer Getzinger – Mad Men per l'episodio Un piccolo bacio (A Little Kiss)
- Lesli Linka Glatter – Homeland - Caccia alla spia (Homeland) per l'episodio L'interrogatorio (Q&A)
- Greg Mottola – The Newsroom per l'episodio Il tempo di Don Chisciotte (We Just Decided To)

### Serie commedia
- Lena Dunham – Girls per l'episodio Hannah e le altre (Pilot)
- Mark Cendrowski – The Big Bang Theory per l'episodio La variabile dell'appuntamento (The Date Night Variable)
- Louis C.K. – Louie per l'episodio L'ultimo dell'anno (New Year's Eve)
- Bryan Cranston – Modern Family per l'episodio Campagna elettorale (Election Day)
- Beth McCarthy-Miller – 30 Rock per l'episodio Dal vivo dallo Studio 6H (Versione Est e Ovest) (Live From Studio 6H)

### Miniserie e film tv
- Jay Roach – Game Change
- Greg Berlanti – Political Animals per la puntata pilota
- Philip Kaufman – Hemingway & Gellhorn
- Kevin Reynolds – Hatfields & McCoys
- Michael Rymer – American Horror Story: Asylum per l'episodio L'angelo oscuro (Dark Cousin)

### Soap opera
- Jill Mitwell – Una vita da vivere (One Life To Live) per la puntata Between Heaven and Hell
- Albert Alarr – Il tempo della nostra vita (Days of Our Lives) per la puntata Trapped
- Larry Carpenter – General Hospital per la puntata Bad Water
- William Ludel – General Hospital per la puntata Magic Milo
- Scott McKinsey – General Hospital per la puntata Shot Through the Heart

### Varietà musicali
- Glenn Weiss – 66ª edizione dei Tony Award
- Michael Dempsey – 12-12-12: The Concert for Sandy Relief
- Don Roy King – Saturday Night Live per la puntata del 19 maggio 2012 presentata da Mick Jagger
- Don Mischer – 84ª edizione dei Premi Oscar
- Chuck O'Neil – The Daily Show with Jon Stewart per la puntata del 19 settembre 2012

### Reality/competition show
- Brian Smith – MasterChef per la puntata del 18 giugno 2012
- Tony Croll – America's Next Top Model per la puntata del 16 novembre 2012 The Girl Who Becomes America's Next Top Model
- Peter Ney – Face Off per la puntata del 23 ottobre 2012 Scene of the Crime
- J. Rupert Thompson – Stars Earn Stripes per la puntata del 13 agosto 2012 Amphibious Assault
- Tim Warren – Ink Master per la puntata del 31 gennaio 2012 Pasties and a Camel Toe

### Programmi per bambini
- Paul Hoen – Let It Shine
- Stuart Gillard – Girl vs. Monster
- Savage Steve Holland – Big Time Movie
- Jonathan Judge – Camp Fred
- Amy Schatz – Don't Divorce Me! Kids' Rules for Parents on Divorce

## Pubblicità
- Alejandro González Iñárritu – spot per Procter & Gamble (Best Job)
- Lance Acord – spot per Nike (Jogger; Greatness), Volkswagen (The Dog Strikes Back), Levi's (Thread)
- Steve Ayson – spot per Carlton Draught (Beer Chase)
- Fredrik Bond – spot per Puma (Surfer), Budweiser (Eternal Optimism)
- Tom Kuntz – spot per Old Spice (Terry Crews Muscle Music), DirecTV (Stray Animals; Roadside Ditch; Platoon)